# 장 앙투안 마르보
장 앙투안 마르보(프랑스어: Jean-Antoine Marbot, IPA: [ʒɑ̃ ɑ̃twan maʁbo], 1754년 12월 7일 ~ 1800년 4월 19일)는 프랑스의 군사 지도자이자 정치가이다.

## 생애

### 프랑스 왕국
장 앙투안 마르보은 1754년 12월 7일 알틸락에서 태어났다. 그는 베르사유에 있는 루이 15세의 개인 경비대에서 소위로 군 경력을 시작했다. 1781년 그는 용기병 대위로 진급했다.

### 프랑스 공화국
계몽주의 사상을 지지한 그는 프랑스 혁명이 발발한 후 군대를 떠났고 입법의회 의원으로 선출되었다. 1793년에서 1795년 사이에 그는 피레네 산맥 전쟁에 참전하여 소장으로 진급했다. 1795년에 장로 위원회에 선출되었으며, 몇 년 동안 이 상공회의소 의장으로 두 번 임명되었다. 1797년과 1798년. 1799년에 그는 파리의 군사 총독으로 임명되었고 나폴레옹 보나파르트의 쿠데타에 반대했다. 그는 잠시 이탈리아군을 지휘하다가 1800년 4월 19일 오스트리아가 제노바를 포위하는 동안 장티푸스와 부상으로 사망했다.

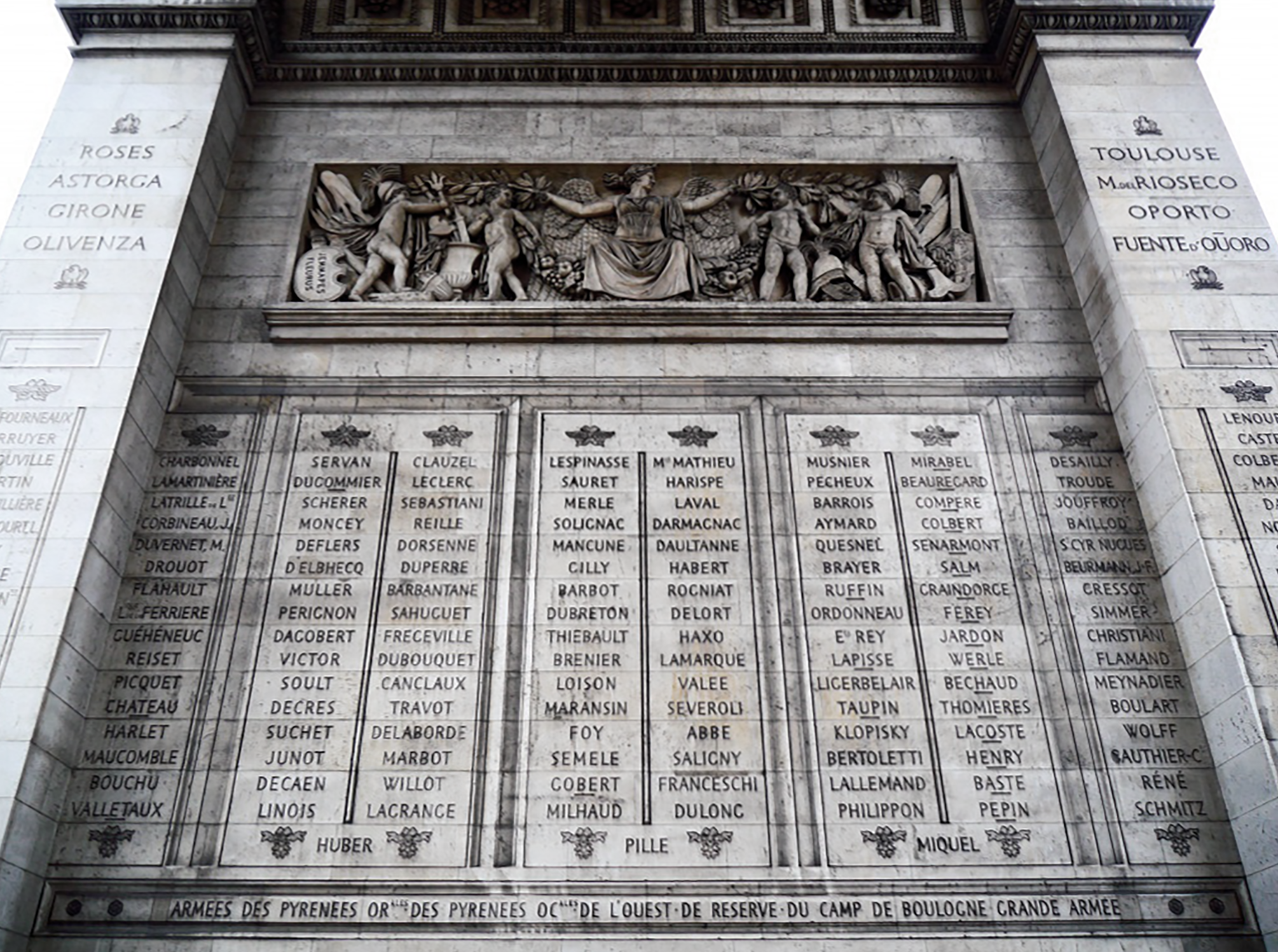
에투알 개선문에 이름이 새겨져 있다

## 가족 관계
마르보은 1776년 마리 루이즈 세르탱 뒤 퓌(Marie-Louise Certain du Puy)와 결혼하여 네 아들을 두었다.
- 부인: 마리 루이즈 세르탱 뒤 퓌(1756~1826)
  - 장남: 아돌프 마르보(1781~1844), 프랑스 장군
  - 차남: 마르슬랭 마르보(1782~1854), 프랑스 장군
  - 3남: 테오도르 마르보(1785~1803)
  - 4남: 펠릭스 마르보(1787~1805)

## 같이 보기
- 개선문에 새겨진 이름들
- 프랑스 혁명 전쟁
- 프랑스 상원
- 나폴레옹 전쟁

## 참고 문헌
- Rabbe, Vieilh de Boisjolin, Sainte-Preuve, Biographie universelle et portative des contemporains ou Dictionnaire historique des hommes vivants et des hommes morts depuis 1788 jusqu'à nos jours: Marbot, Antoine, Levrault, Paris, 1834.
- Robert, Cougny, Diactionnaire des parlementaires français de 1789 à 1889: Marbot, Jean-Antoine, Bourloton, Paris, 1889.
- Ressources de la Bibliothèque nationale de France: Jean-Antoine de Marbot.